# Heidenrod
Heidenrod település Németországban, Hessen tartományban. Lakosainak száma 7905 fő (2023. december 31.). Heidenrod Hohenstein (Untertaunus) községgel határos.

## Népesség
A település népességének változása:
| Lakosok száma | 7880 | 7913 | 7834 | 7927 | 7905 |
|               | 2017 | 2019 | 2021 | 2022 | 2023 |